# Thamnodynastes strigatus
Espèce
Synonymes
- Tomodon strigatus Günther, 1858
- Mesotes obstrusus Jan, 1863

Statut de conservation UICN

 LC  : Préoccupation mineure
Thamnodynastes strigatus  est une espèce de serpents de la famille des Dipsadidae.

## Répartition
Cette espèce se rencontre :
- au Brésil dans les États de Rio Grande do Sul, de Roraima, de Pará et de Minas Gerais ;
- au Paraguay ;
- en Uruguay ;
- en Argentine dans les provinces de Corrientes, de Misiones, d'Entre Ríos et de Buenos Aires.

## Publication originale
- Günther, 1858 : Catalogue of Colubrine Snakes in the Collection of the British Museum, London, p. 1-281 (texte intégral).